# مورسكيون

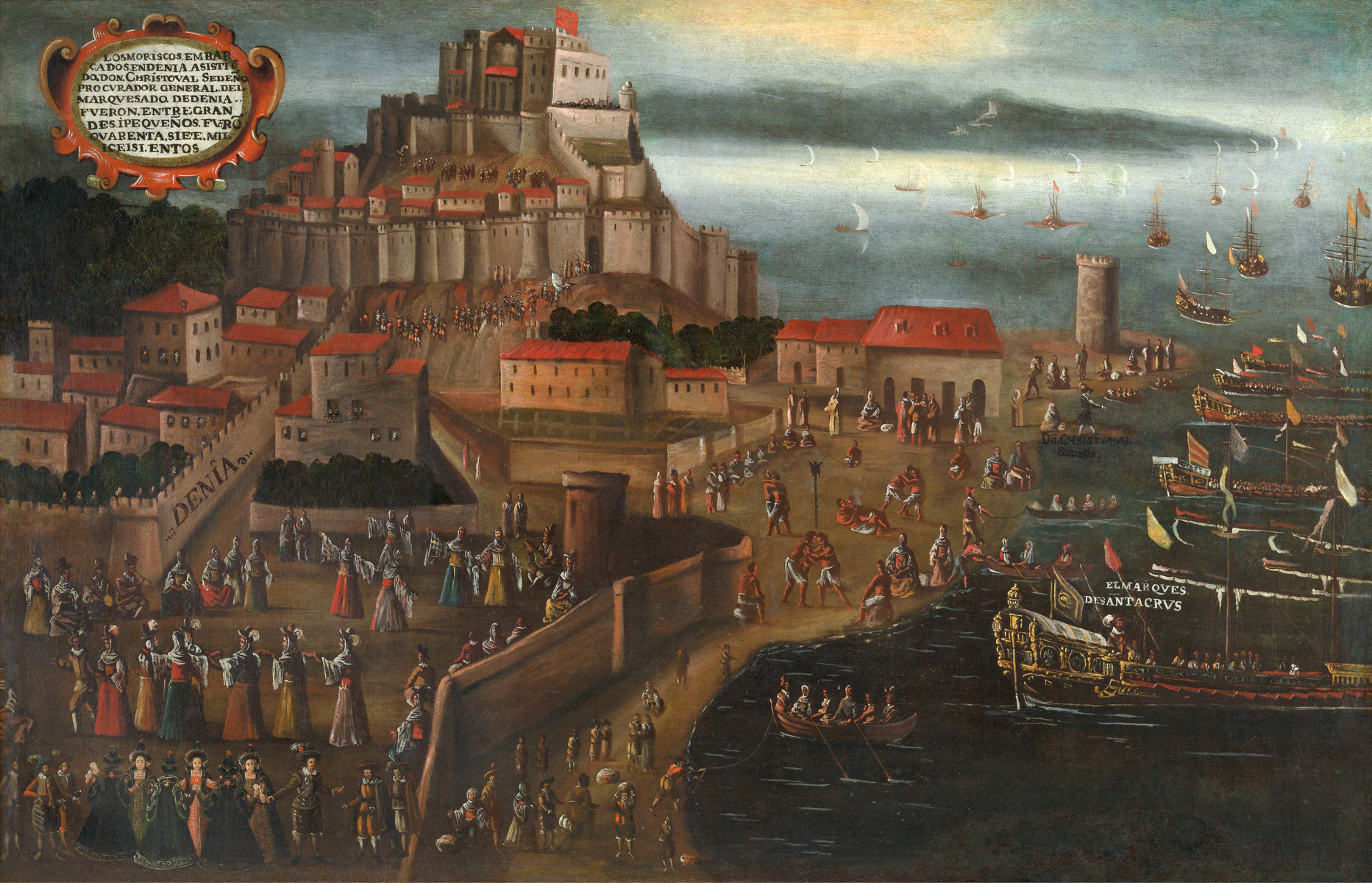
طرد المسلمين من ميناء دانية

المورسكيون أو الموريسكيون، ويُسمَّون أيضًا بالمواركة أو الموريسكوس (بالقشتالية: Moriscos)، هم المسلمون الذين بقوا في الأندلس تحت الحكم المسيحي بعد سقوط الحكم الإسلامي للأندلس وأجبروا على اعتناق المسيحية. أو ترك الأندلس فرديناند وإيزابيلا في 14 فبراير 1502. في الفترة الواقعة ما بين 1609 و1614، أجبرت الحكومة الإسبانية المورسكيين على مغادرة المملكة إلى شمال أفريقيا بطريقةً مُنظمة. كانت أعدادهم كبيرة في أراغون السفلي (طرويل حاليًا) وفي جنوب مملكة بَلنسية وفي غرناطة بينما كانت أعدادهم أقل في بقية مملكة قشتالة وذلك حسب المعلومات التي بلغتنا من سجلات الضرائب. وقد تم تهجيرهم نحو دول شمال أفريقيا وتجاه الشام وتركيا بعد سقوط الأندلس  ويوجدون حالياً في الجزائر وتونس والمغرب وليبيا.
في عام 1609 كان هناك ما يقرب من 325,000 من المورسكيين في إسبانيا من أصل مجموع السكان 8.5 مليون بنسبة 3.5%. وتركزوا في تاج أراغون، حيث شكّلوا 20% من السكان، وفي مملكة بَلنسية حيث وصلت نسبة المورسكيين إلى 33% من سكانها. وبالإضافة إلى ذلك، كان النمو السكاني للمورسكيين أعلى إلى حد ما مقارنة مع نمو السكان من المسيحيين؛ في بلنسية، قدر نمو مورسكيين بنسبة 69.7% مقارنة مع 44.7% للمسيحيين. وكان معظم سكان المدينة والأغنياء منهم من المسيحيين، بينما كان انتشار المسلمين في الريف والضواحي الفقيرة من المدن.
قدرت أعداد المسلمين المورسكيين الذين تحولوا للمسيحية بحوالي مليون شخص. بعد التحول للمسيحية، اعتمدت العائلات اليهودية والإسلامية الأصل أسماء مسيحية جديدة. في نهاية المطاف، اندمجت مع المجتمع المسيحي القديم. أصبح العديد من المورسكيين بعد تحولهم للمسيحيَّة ملتزمين في دينهم الجديد، وفي غرناطة، قتل بعض المورسكيين من قبل المسلمين لرفضهم التخلي عن المسيحية. وكان لهم دور في تطوير الأدب العبادي المسيحي مع التركيز على المواضيع المريميَّة. وتشير دراسات مختلفة أنّ ما بين 7%-10.6% من الإسبان حاليًا هم من سلالة أسر شمال أفريقية مسلمة تحولت للمسيحية.

## الديموغرافيا
يختلف تقدير أعداد المورسكيين الذين تم طردهم نظرا لكونها مبنية على تقديرات العديد من المراسيم فبينما يبلغ عدد المطرودين المسجلين حوالي 350,000 نسمة، تشير دراسات حديثة إلى أن عددهم بلغ مليون نسمة في إسبانيا في بداية القرن السادس عشر. ونتيجة لحرب البشرات تشتت 80,000 من المورسكيين في الأندلس وقشتالة خلال الترحيل من مملكة غرناطة.
وكان المسلمون مقسمين في أربعة مجموعات رئيسية:

### غرناطة
كانت مملكة غرناطة آخر مملكة إسلامية في شبه الجزيرة الإيبيرية وتركز في هذه المنطقة أكبر عدد من المورسكيين في أواخر القرن السابع عشر، حيث شكلوا الغالبية العظمى من سكان المملكة الإسلامية. وأقلهم مُشابهةً بالأسبان، واتٍسم سكانها بالتحدث باللغة العربية بطلاقة وكانوا على دراية جيدة بالعقيدة الإسلامية كما كانوا محافظين على أغلب السمات الثقافية المُتعلقة بالأندلس الإسلامية: اللباس والموسيقى، فن الطهو، الأعياد وغيرها. بعد حرب البشرات (1568-1571) تم ترحيل المسلمين إلى مناطق مُختلفة في مملكة قشتالة والأندلس وإلى إكستريمادورا.

### بلنسية

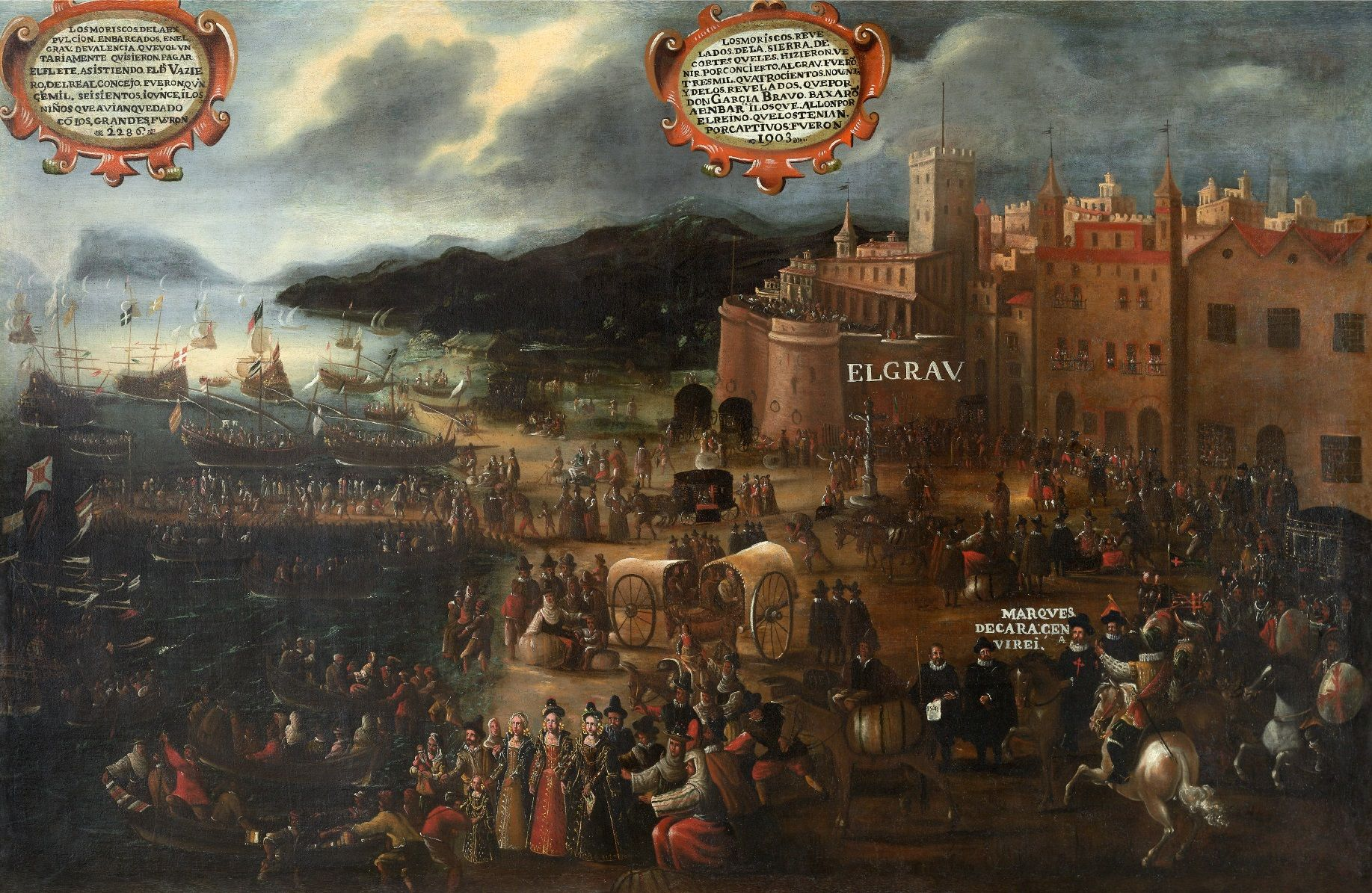
ركوب المورسكيون في القوارب من بلنسية.

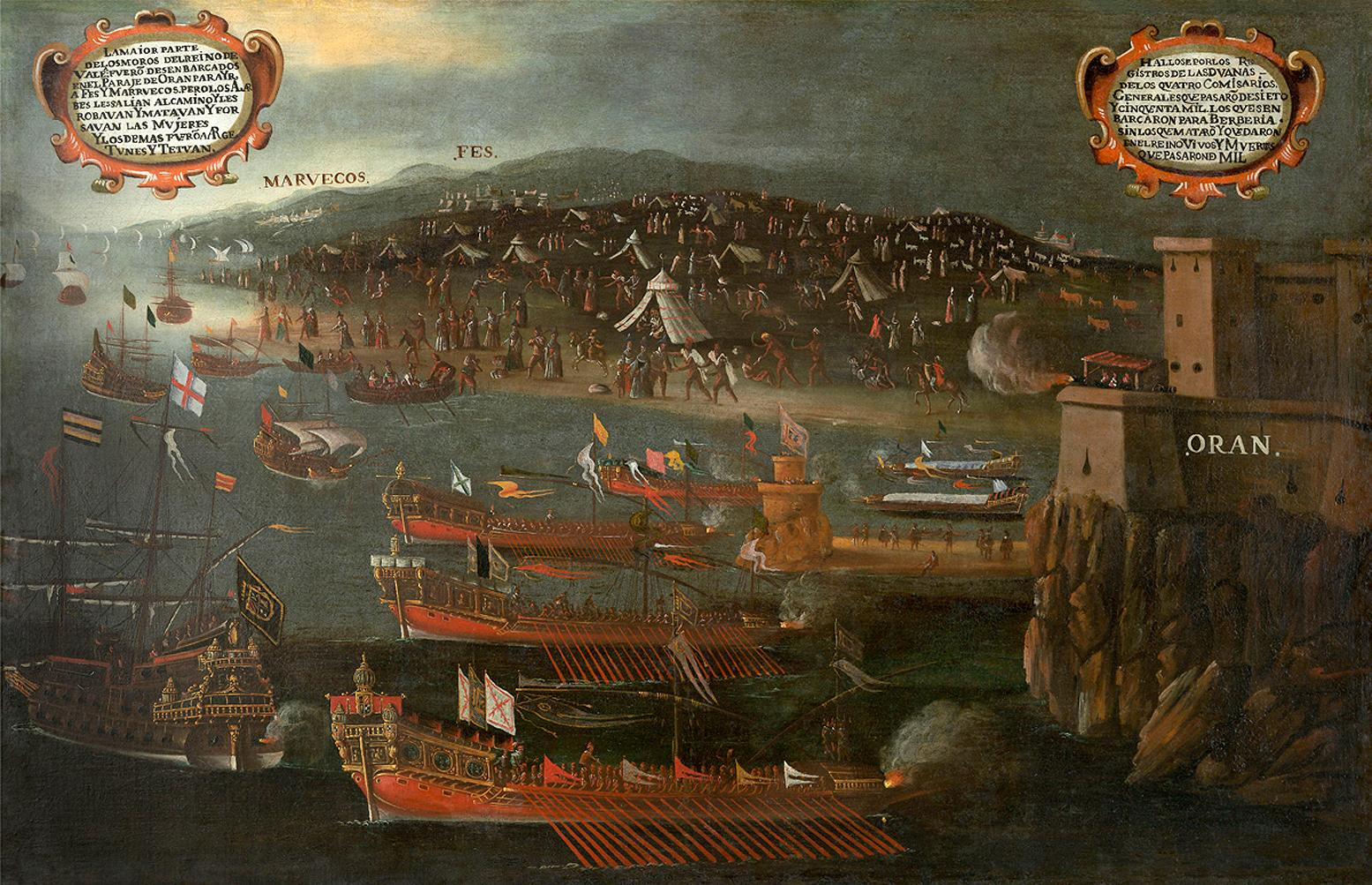
نزول المورسكيون في وهران.

أما ثاني أكبر تجمع للمسلمين فكان في جنوب مملكة بَلنسية، حيث بلغت نسبة المورسكيين فيها ما يقارب الثلث من سكانها. كانت اللغة العربية هي المُنتشرة بينهم على الرغم من قدرتهم التكلم باللغة القشتالية والبلنسية بطلاقة. عُرف مسلمون في بلنسية بممارستها للدين الإسلامي رغم تمسكها الشكلي بالكنيسة الكاثوليكية. اُشتهرت بين المجتمعات المحلية لمعرفتهم بالقرآن والسنة وترحل الفقهاء إلى باقي المجتمعات المورسكينية في جميع أنحاء أسبانيا كمعلمين.
ونظرًا لموقعهم على الساحل كان لهم علاقات مع السفن العثمانية وكانت بالنسيا مركز إنتاج للمورو الإسبانية في أواخر العصور الوسطى وصناعة الفخار. ولم يسايروا الإسبان في إطلاق اسم الإشبان على تلك المدينة، بل غيروا بعض حروفه وأدخلوا تعديلا على رسمه فأصبح «بُلَنْسِية»، وأوردوه بهذا الرسم في مؤلفاتهم التاريخية والجغرافية. ويرجع الفضل إلى المسلمين في عهد دولتهم بالأندلس في ازدهار سهل بلنسية، فقد شقوا على جانبي النهر أو الوادي الأبيض إحدى وثلاثين ترعة، وأجروا منه المياه لري الأراضي كلها. ووقعت بلنسية في القرون التالية تحت سيطرة حكام ملوك الطوائف. ثم المرابطين، ثم الموحدين، إلى أن سقطت في أيدي الفرنجة عام 1238م بعد سقوط قرطبة بسنتين. أثر طرد الموريسكيين من إسبانيا في عام 1609 بتوجيه ضربة قاضية لاقتصاد مملكة بَلنسية، واضطر الآلاف إلى المغادرة (وكان يعمل معظمهم في الفلاحة) فخلت القرى والريف بأكملها من قوتها العاملة الرئيسية، وتشير التقديرات إلى أن عدد المرحلين بالإجبار حوالي 125,000 نسمة.

### منطقة أراغون
شكل المسلمون ما نسبته 20% من سكان أراغون، المقيمين بصورة رئيسية على ضفاف نهر إبرة وروافده. لم يكونوا متحدثين بالعربية على عكس مورسكيي غرناطة وبلنسيا لم يتقنوا اللغة العربية لكن سُمح لهم بممارسة شعائرهم الدينية علنًا نسبيًا. أماكن مثل مويل كان يقطنها المورسكيون بالكامل. المسيحيون الوحيدون في المدينة كانوا القس وكاتب العدل وصاحب حانة.
في المدينة الأراغوانية مونزون (وشقة)، ما زال فيها تقليد مشهور مُتعلق بالمورسكيين تحت اسم «معمودية رئيس البلدية». تم الاحتفال بها في 4 ديسمبر، في عيد القديس باربارا، قام راعي المدينة وشملت أيضًا السياسيين المحليين برمي الكستناء والحلويات من شرفة مجلس البلدية للحشود المُتجمعة في الساحة الرئيسية بالأسفل. في 4 ديسمبر 1643 (بعد عدة عقود من الطرد)، استعادت القوات القشتالية قشتالية من الفرنسيين خلال حرب الخلافة الإسبانية. وفقًا لمصادر محلية، بعد استعادة المدينة من جديد اختار سكان المدينة رجلا مورسكيا لكي يكون رئيس البلدة، ووافق أن يتم تعميده أمام الجميع عندما دارت الشكوك بشأن مسيحيته، وبعد ذلك عمت الاحتفالات المدينة.

### قشتالة
اشتملت مملكة قشتالة أيضا على منطقتي إكستريمادورا وأندلوسيا، التي كان يندر فيهما وجود المورسكيين إلا في مناطق محدودة مثل هورناتشوس وأريفالو حيث كانوا يشكلون الأغلبية أو كل السكان. ولم يختلف المورسكيون القشتاليون كثيرا عن السكان الكاثوليكيين القدامى: حيث أنهم كانوا لا يتحدثون العربية وكان معظمهم في الحقيقة من الكاثوليكيين، والذين كانوا غير ذلك، كان لديهم معرفة أساسية بالإسلام الذي كانوا يمارسونه في سرية تامة. ولكنهم لم ينخرطوا في مهن محددة، وفي الوقت ذاته لم يكونوا بمنأى عن حياة الكاثوليكيين القدامى، بل لم يختلفوا عنهم حتى في المظهر الخارجي اللهم إلا في المناطق التي كانت مورسكية بكاملها، وأدى وصول الكثير من المورسكيين من غرناطة إلى الأراضي التي تخضع لحكم مملكة قشتالة إلى تغيير جذري في حالة المورسكيين القشتاليين، وذلك بالرغم من الجهود التي كانوا يبذلونها لتمييز أنفسهم ظاهريا عن أهل غرناطة الوافدين. على سبيل المثال، كان الزواج بين المورسكيين القشتاليين والكاثوليكيين القدامى أكثر شيوعا من نظيره بين المورسكيين القشتاليين والمورسكين الوافدين من غرناطة وتعد مدينة هورناتشوس استثناء ليس لأن سكانها كانوا من المورسكيين بالكامل فحسب، وإنما أيضا لممارستها العلنية للعقيدة الإسلامية ولحفاظها على طبيعتها المستقلة التي لا تقهر مثل اللغة والملبس والاحتفالات والعادات. ولهذا السبب، كانوا أول من استهدفهم قرار الطرد من قشتالة. وبذلك اعتبرت هورناتشوس أول مدينة يتم طرد المورسكيين القشتاليين منها والذين حافظوا على تماسكهم وطبيعتهم القتالية في المنفى، مؤسسين بذلك جمهورية القراصنة (بورقراق) في الرباط وسلا في المغرب حاليا.

## التاريخ
وفي عام 1491، استسلم أبو عبد الله محمد الثاني عشر آخر ملوك بني نصر للملكين الكاثوليكيين وتفاوض معهم حول تسليم غرناطة في 25 نوفمبر من نفس العام.

## معاهدة تسليم غرناطة

أبو عبد الله الصغير (آخر ملوك بني الأحمر) يسلم مفاتيح غرناطة للملكة إيزابيلا الأولى وزوجها فيرديناند.

بعد حصار طويل لمدينة غرناطة، اجتمع العلماء والفقهاء والقادة في قصر الحمراء، واتفقوا على تسليم المدينة، واختاروا الوزير أبا القاسم عبد الملك لمفاوضة فيرديناند (ملك أسبانيا) على شروط التسليم، وفي يوم الجمعة 23 من محرم سنة 897 هـ الموافق لـ 25 من نوفمبر سنة 1491 قام أبو عبد الله الصغير آخر ملوك بني الأحمر بإمضاء اتفاقية يتنازل فيها عن عرش مملكة غرناطة وعن جميع حقوقه فيها غير أنّه حاول توفير بعض الامتيازات لرعاياه من مسلمي بالأندلس. تضمنت المعاهدة سبعة وستون شرطاً مما ورد فيها:
| مورسكيون | أنّ للمورسكيين أن يحتفظوا بدينهم وممتلكاتهم. أن يخضع المورسكيون لمحاكمة قضاتهم حسب أحكام قانونهم وليس عليهم ارتداء علامات تشير لكونهم مورسكيين كما هو الحال مع عباءة اليهود. ليس عليهم دفع ضرائب للملكين المسيحيين تزيد على ما كانوا يدفعونه. لهم أن يحتفظوا بجميع أسلحتهم ماعدا ذخائر البارود. يُحتَّرَم كل مسيحي يصبح موريسكي ولا يعامل كمرتد. أن الملكين لن يعينا عاملا إلا من كان يحترم المورسكيين ويعاملهم بحب وإن أخلّ في شيء فإنه يغير على الفور ويعاقب. للمورسكيين حق التصرف في تربيتهم وتربية أبنائهم. | مورسكيون |

تعهد الملكان الكاثوليكيان في المعاهدة وبنفس تاريخ توقيعها، بـ «أن ملكي قشتالة يؤكدان ويضمنان بدينهما وشرفهما الملكي، القيام بكل ما يحتويه هذا العهد من النصوص، ويوقعانه باسميهما ويمهرانه بخاتميهما».
كرر هذا التعهد بعد ذلك بسنة في 30 ديسمبر سنة 1492م الموافق لربيع الأول 898هـ بتوكيد جديد يأمر فيه الملكان ولدهما الأمير، وسائر عظماء المملكة بالمحافظة على محتويات هذا العهد، وألا يعمل ضده شيء، أو ينقض منه شيء، الآن وإلى الأبد، وأنهما يؤكدان ويقسمان بدينهما وشرفهما الملكي بأن يحافظا، ويأمران بالمحافظة على كل ما يحتويه بندا بندا إلى الأبد، وقد ذيل هذا التوكيد بتوقيع الملكين، وتوقيع ولدهما وجمع كبير من الأمراء وأحبار والأشراف والعظماء.

## بداية التنصير

تعميد المسلمين في الأندلس بعد 1502 م

بدا في البداية كما لو أن الملك والملكة سيلتزمان بالمعاهدة لكن لم يطل الوقت حتى بدأت نيتهما في الظهور كما أن الكنيسة الكاثوليكية حاربت بقوة سياسة الاعتدال الأولى وبدآ في نقض الشروط التي تم الإتفاق عليها إلا أنه ورغم التأكيدات البابوية والملكية القشتالية وسلطاتها المدنية والكنيسة للوفاء بشروط «معاهدة تسليم غرناطة».
فبعد أن استتبت الأمور للسلطان القشتالي، وبعد دخول الملكين الكاثوليك غرناطة، وزوال ما كانوا يخشونه من انتقام المسلمين، أو انتفاضتهم عليها، بدأ يعد العدة لحرب المسلمين. كان أول الغدر تحويل مسجد الطيبين إلى كنيسة وكذلك مسجد الحمراء، ثم تحويل مسجد غرناطة الأكبر إلى كاتدرائية.
نظمت الكنيسة في السنين الأولى فرقًا تبشيرية من رهبان وراهبات للقيام بنشر النصرانية. وكان ظنهم أول الأمر أن المسلمين سيعتنقون النصرانية بسهولة، خاصة عندما هاجر زعماؤهم وارتد الكثير من كبارهم. ولما مرت السنون ولم تأت هذه الفرق بنتيجة تذكر أخذت الكنيسة والدولة تفكر في تغيير سياستها من اللين إلى العنف، ملغية كل بنود معاهدة التسليم الواحدة تلو الأخرى.
بدأ الأمر بالمسلمين من أصل نصراني إذ قررت الحكومة معاملتهم ووأبناؤهم وأحفادهم وسلالتهم معاملة المرتدين، وبدأوا في ملاحقة الأسر المسلمة من أصل نصراني والزج بهم في السجون إن رفضوا التنصر.

### ثورة حي البيازين
كان الفتيل الذي أشعل الثورة في حي البيازين في 18/ 12 / 1499 م انتهاك أحد أفراد الشرطة لحرمة إحدى المسلمات التي اعتنق والدها الإسلام، فسيقت للسجن هي وأولادها. فتجمع المسلمون لحمايتها وقتلوا الشرطي وحرروا المرأة. ثم انطلق المسلمون ينادون بالثورة للحفاظ على عقيدتهم، فاحتلوا أبراج البيازين وأقاموا المتاريس. وفي الليل هاجم الثوار قصر سيسنيروس  فلم يكن فيه إذ فر قبل ذلك إلى الحمراء. ثم نظم الثوار أنفسهم وانتخبوا حكومة من أربعين ممثلاً. في هذه الأثناء تابعت الكنيسة والدولة سياستهما في التنصير القسري.

### التنصير القسري
في أواخر يوليو من عام 1500 م ذهبت الملكة إيزابيلا إلى غرناطة لمتابعة عمليات التنصير والإشراف عليها. ووقعت الدولة مع جميع قرى ومدن مملكة غرناطة مراسيم تجبر الأهالي فيها على التنصير مقابل معاملتهم ماليَّا مثل معاملة النصارى القدامى وفي نفس هذه المواثيق يمنع النصارى الجدد من ذبح الحيوانات على الطريقة الإسلامية ومن أن يلبس رجالهم أو نساؤهم اللباس الإسلامي، وأجبروا على تغيير أسمائهم الإسلامية وحتى تقاليدهم وعاداتهم بعادات وتقاليد نصرانية. ولم تنته سنة 1500 م حتى عم التنصير جميع أنحاء مملكة غرناطة القديمة من رندة إلى المرية مرورًا بوادي آش وبسطة والبشرات. وتتابعت في نفس السنة المراسيم بمنع استعمال اللغة العربية. وصدر قرار في سبتمبر يمنع«المتنصرين الجدد» من حمل السلاح وامتلاكه، وينص على معاقبة المخالفين لأول مرة بالحبس والمصادرة ولثاني مرة بالإعدام.
أعلن الإسبان رسميًّا انقراض الإسلام في الأندلس، ولم يعودوا يذكرون اسم المسلمين بها إلا بـ«المسيحيين الجدد» أو المورسكيين، وهي كلمة تصغير«مورو» للتحقير، و«مورو» عندهم المسلم. ويسمي الأندلسيون أنفسهم في هذه الحقبة بالغرباء إشارة إلى قول النبي محمد: «بدأ الإسلام غريبًا وسيعود غريبًا كما بدأ، فطوبى للغرباء»، رواه مسلم.

## محاكم التفتيش
بعد كل المحاولات التي بذلها الملك وأتباعه لتنصير المسلمين في الأندلس جاءته التقارير بأنه حتى أولئك الذين استجابوا لمحاولاتهم كانوا يمارسون الشعائر الإسلامية فيما بينهم سرًّا، ويتزوجون على الطريقة الإسلامية، ويرفضون شرب الخمر وأكل لحم الخنزير، ويتلون القرآن في مجالسهم الخاصة ويقومون بنسخه وتداوله فيما بينهم، بل إنهم في منطقة بلنسية أدخلوا عددًا من الكاثوليك الإسبان في الإسلام وعلموهم اللغة العربية والشعائر الإسلامية.
بناء على هذه التقارير تقرر إخضاع جميع الموريسكيين في إسبانيا إلى محاكم التفتيش من دون استثناء، وكذلك جميع المسيحيين الذين يُشك بأنهم قد دخلوا الإسلام أو تأثروا به بشكل يخالف معتقدات الكنيسة الكاثوليكية، ولتبدأ أكثر الفصول وحشية ودموية في التاريخ الكنسي الغربي، إذ بدأت هذه المحاكم تبحث بشكل مهووس عن كل مسلم لتحاكمه.
كان يتجول مندوبو البابا في أنحاء البلاد لتقصي أخبار الناس واتهام كل مخالف بالكفر ثم القبض عليه ومعاقبته. وكانت تعقد لذلك مجالس كنسية مؤقتة كانت بمثابة محاكم التفتيش المبدئية. ثم تحل المحكمة بعد مطاردة المتهمين والقضاء عليهم. لا يعلم المتهم سبب سجنه عند القبض عليه، بل يمنح ثلاث «جلسات إنذار» في ثلاثة أيام متوالية يطلب منه فيها أن يقرر الحقيقة، ويوعد بالرأفة إذا قرر كل شيء وبالشدة والعذاب إذا أنكر. أما إذا رفض المتهم الاعتراف بأي ذنب بعد الجلسات الثلاثة فإنه يحال إلى التعذيب. وأحيانًا يحال إلى التعذيب حتى لو اعترف بذنوبه، إذًا يفترض أنه أخفى أشياء أخرى. وكان لأعضاء هذه المحاكم حصانة كاملة من أية متابعة.

## ثورة غرناطة
في 1568م ثار الموريسكيون مجددا في منطقة ألبوخارا بإقليم غرناطة وهي من أشهر الثورات وامتدت الثورة حتى 1571 وتزعمها فرناندو القرطبي الذي استعاد اسمه العربي وهو ابن أمية من سلالة خلفاء قرطبة في الماضي لكن الملك فيليبي الثاني قضى عليها بالحديد والنار.
بعد ثورة غرناطة واستمرار عدد من المسلمين في التشبث بدينهم رغم ادعائهم اعتناق المسيحية، والخطر الذي كان يتهدد إسبانيا من المغرب العربي و الدولة العثمانية، والتخوف من تعاون الموريسكيين معهم جعل حكام إسبانيا يعتقدون في خطر الموريسكيين، فكان القرار الآثم الذي أصدره فيليب الثالث في التاسع من إبريل 1609م بنفي الموريسكيين.

## طرد الموريسكيين
بتحريض من دوق مدينة ليرما، ونائب ملك فالنسيا رئيس الأساقفة خوان دي ريبيرا، قام فيليب الثالث ملك إسبانيا بطرد الموريسكيين من إسبانيا في عملية استغرقت الفترة بين 1609 (بلنسية) و 1614م (قشتالة)، فقد أُمروا أن يغادروا «تحت ألم الموت والحرمان، بدون محاكمات أو أحكام. وألا يأخذوا معهم نقوداً، أو سبائك ذهبية، أو مجوهرات أو كمبيالات...فقط يغادروا بما يستطيعون حمله». وتختلف التقديرات حول أرقام المهجرين، بالرغم من أن الأرقام الحديثة تُقدرهم بحوالي 300.000 (أي حوالي 4% من السكان الإسبان). وبينما كانت ترحيل الموريسكيين المقيمين بفالنسيا وكاتالونيا عملية سهلة بحكم أن الطرد تم عبر البحر، فإن طرد موريسكيي إكستريمادورا وكاستيا تطلب جهودا جبارة تتجلى في اعتقال من يعيشون متفرقين في الضيعات الزراعية ونقلهم إلى الموانئ.
وذكر المؤرخ الإسباني مكيل دي أبلاسا فيرير في كتابه «الموريسكيون قبل وبعد الطرد» أن التهجير تم باتجاه الشام وتركيا وليبيا وأساسا نحو دول شمال أفريقيا وبالأخص نحو المغرب بسبب القرب الجغرافي.
وكانت الأغلبية مطرودة من تاج أراغون (المسماة الآن أراغون، كتالونيا وبلنسية)، خاصة من بلنسية حيث ظلت مجتمعات الموريسكيين كبيرة وظاهرة للعيان ومتماسكة. وكان العداء المسيحي حاداً، وخاصة لأسباب اقتصادية. وحمل بعض المؤرخين مسئولية الانهيارات الاقتصادية اللاحقة للساحل الشرقي للمتوسط الإسباني لعدم القدرة على إحلال عمال مسيحيين جدد محل العمال الموريسكيين، حيث تم التخلي عن العديد من القرى تماما كنتيجة لذلك، فالعمال الجدد كانوا أقل عدداً وكانوا غير متقنين للتقنيات الزراعية المحلية. في مملكة قشتالة (بما في ذلك الأندلس ومرسية ومملكة غرناطة السابقة)، وعلى النقيض، كان حجم طرد الموريسكيين أقل حدة بكثير، ويرجع ذلك إلى حقيقة أن وجودهم كان غير ملحوظ لأن عددهم بالنسبة لعدد السكان كان قليلاً، بالإضافة إلى أن الحكومة أمرت بتشتيت مجتمعات مجتمعاتهم داخلياً بعد حرب البشرات، جاعلةً منهم مجموعات أقل ظهوراً اندمجت مع المجتمع الأوسع إلى أن اختفت.
وأغلب الظن أن الموريسكيين البالغين هم مسلمين متخفيين، ولكن طرد أطفالهم وضع إسبانيا الكاثوليكية في مأزق؛ فبتعميد جميع الأطفال لا يحق للحكومة قانونياً أو أخلاقياً نقلهم إلى الأراضي الإسلامية. واقترحت بعض السلطات فصل الأطفال بالقوة عن أباءهم ولكن أعدادهم جعلت من ذلك الاقتراح حلاً غير عملي. وبالتالي كانت الوجهة الرسمية للمطرودين هي فرنسا (خصوصا مارسيليا)؛ فبعد مقتل هنري الرابع ملك فرنسا عام 1610 ذهب حوالي 150.000 موريسكي إلى هناك، نزح معظمهم إلى شمال أفريقيا وتبقى منهم حوالي 40.000 فقط يقيمون في فرنسا بشكل دائم.
سكنت الأغلبية العظمى في أراضٍ ذات سيادة إسلامية، معظمها كان في الإمبراطورية العثمانية (الجزائر وتونس) أو المغرب، ولكنهم كانوا غير متكيفين بسبب لغتهم الإسبانية وزيهم الأوروبي. ويقول المؤرخ المغربي محمد بن عزوز «إن المغرب استقبل أكبر عدد من الموريسكيين المهجرين قسرا، فهو البلد العربي والإسلامي الذي توجد به أكبر نسبة من العائلات الموريسكيية، وهناك مدن أندلسية حقيقية مثل تطوان وشفشاون». لكن لايزال هناك خلاف حول البلد الذي هاجر إليه أكبر عدد من الموريسكين فهناك من يقول تونس وهناك من يقول الجزائر وهناك من يقول المغرب كما أنه أيضا أسس الموريسكيون مدن في الجزائر مثل مدينة القليعة وأثر الموريسكيون في اللهجة الجزائرية في مدينة وهران حيث تحتوي اللهجة الوهرانية على أكثر من 800 كلمة إسبانية 
ــ برنارد لوجان، تاريخ المغرب: المغرب والغرب من القرن السادس عشر إلى القرن العشرين
وقد لاحظ الباحثون أن العديد من المورسكيين الذين كانت لديهم شبكة قواعد من المغرب إلى ليبيا انضموا للجهاد البحري، ثم استقل المجاهدين في جمهورية بورقراق عن السلطات المغربية وعاشوا على التجارة والقرصنة. وجندهم سلاطين الدولة السعدية لخدمتهم، فأرسلهم أحمد المنصور الذهبي إلى الصحراء لغزو إمبراطورية السونغاي، تحت قيادة الموريسكي جودار باشا عام 1591 مستخدمين القربينات، ويشكل نسلهم المجموعة العرقية للأرما. وقد عمل أحد المورسكيين كمستشار حربي للسلطان الأشرف طومان باي الثاني سلطان مصر (وهو آخر السلاطين المماليك المصريين) أثناء صراعه ضد الغزو العثماني عام 1517 بقيادة السلطان سليم الأول. وقد أوصى ذلك المستشار المورسكي السلطان بأن يستخدم جنود مشاة مسلحة بالبنادق بدلا من الاعتماد على سلاح الفرسان. وتسجل مصادر عربية التحاق مورسكيين من تونس وليبيا ومصر بالجيوش العثمانية. كما التحق العديد من مورسكيي مصر بالجيش في عهد محمد علي والي مصر.

## بقايا الموريسكيين

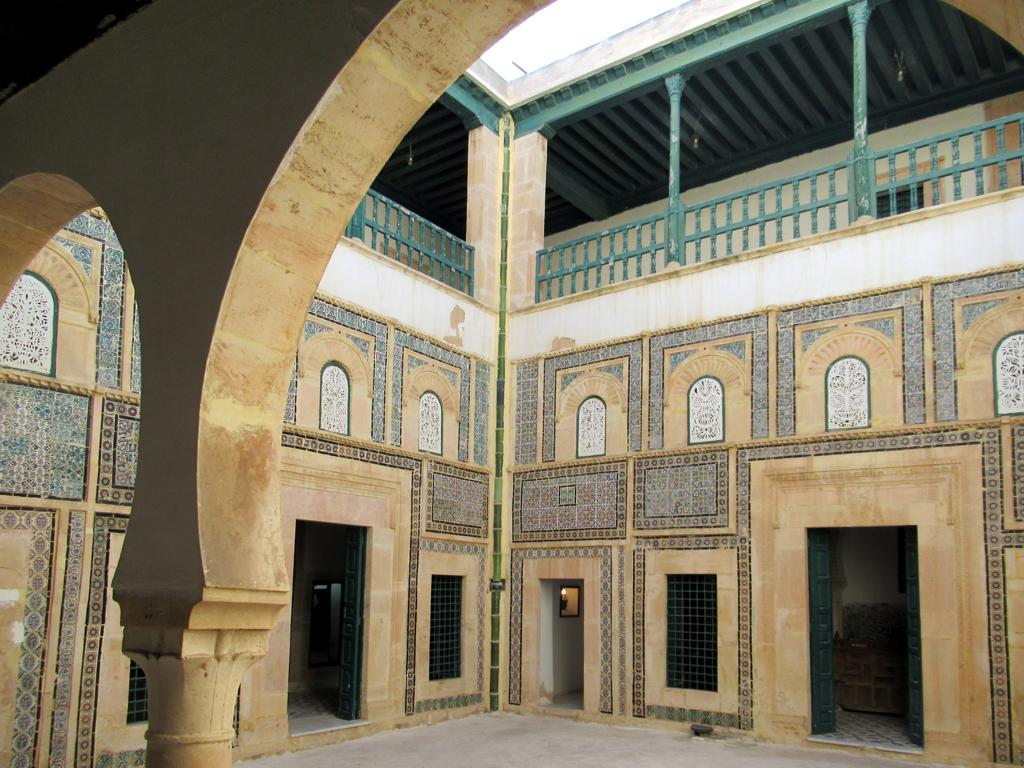
متحف دار الجلولي بصفاقس الذي شيده بالطراز الأندلسي لاجؤون من المورسكيين

ولكن العديد من المورسكيين ظلوا مقيمين في إسبانيا بين السكان المسيحيين إما لأسباب دينية حقيقية أو لأسباب اقتصادية، ويقدر عددهم في مملكة غرناطة فقط بين 10.000 و15.000 مورسكي بقوا بعد عملية الطرد الرئيسية التي تمت عام 1609. واستنتجت المؤرخة الأرجنتينية ماريا إلفيرا سارغاسو في بحث لها وصول الموريسكيين إلى الأرجنتين، عبر دراستها لبعض تجمعات السكان المنعزلين، كانوا يمارسون طقوسا مسيحية أشبه بما كان يمارسه الموريسكيون في إسبانيا، يؤمنون بالمسيح ولا يشربون الخمر ولا يأكلون الخنزير ويصومون بعض الأسابيع ولا يحتفلون بأعياد السنة الميلادية.
ولكن عدد المورسكيين الماكثين بعد أمر الطرد يظل محل جدال تاريخي، على الرغم من اعتقاد المؤرخين الجدد أن عدد المورسكيين الأصليين وعدد من تجنب الطرد منهم هو أعلى مما كان يعتقد من قبل.
وفقا للأستاذ دوايت رينولدز «لعل أخطر شيء في عملية الطرد أنهم حقاً لم يطردوا العرب أو البربر، لأن الأغلبية العظمى من الناس الذين كان يتم إخراجهم كانوا أيبيريين مثل أخوانهم المسيحيين في الشمال -إما بالدم أو بالحمض النووي- والذين كانوا يخرجونهم من شبه الجزيرة».
ويذكر المؤرخ محمد عبد الله عنان ة نه وجد مسجدا يصلى به عام 1709 وكشف أمره وهدم.

## في الأدب

ثلاثية غرناطة

قصيدة رومانثي ابن عمار الشهيرة والشعبية في الأدب الإسباني، تنسب لموريسكي. من أشهر الموريسكيين الأدباء هو الرحالة أحمد بن قاسم الحجري المعروف بأفوقاي الذي ألف رحلة الشهاب إلى لقاء الأحباب، تروي هروبه من بلاد الإسبان إلى المغرب. تعرض [[ميغيل دي ثيربانتس في دون كيشوت حول الموريسكيين، ففي الجزء الأول من دون كاشيوت (قبل طرد الموريسكيين)، يترجم أحد الموريسكيين وثيقة وجدت تتضمن التاريخ العربي. في الجزء الثاني، بعد طرد الموريسكيين، ريكوتي (Ricote) هو موريسكي صديق لسانشو بانزا.
يشير الكاتب الأسباني الشهير ميغيل دي سرفانتيس في القرن السابع عشر إلى وضع الموريسكيين في روايته الشهيرة «دون كيشوت» (أو دون كيخوته) من خلال عدة شخصيات توضح وضع الموريسكيين من زاوية متعاطفة. وتعد شخصية «سيدي حامد بننغلي» من أبرز الشخصيات التي تبرز الدور العربي في تاريخ الثقافة الأسبانية. ففي موضع متقدم من الرواية يقول الكاتب إنه لم يجد تكملة لقصة دون كيشوت التي يفترض - وإن خيالياً - أنها جزء من التراث الأسباني وأنه يدونها، ثم يذكر أنه وجد مخطوطة عربية تكمل تلك القصة وهو من هذا المنطلق يشكر من دوّن تلك المخطوطة، أي سيدي حامد بننغلي. ومع أن سرفانتيس يشير إلى الكاتب العربي/الموريسكي على نحو سلبي أحياناً فإن الصورة العامة لتلك الشخصية هي صورة إيجابية، ومن هنا فهي صورة تقاوم الصورة السلبية للموريسكيين أو المسلمين/العرب في أسبانيا، الصورة التي شاعت بعد انتهاء الحكم العربي/الإسلامي للأندلس وقيام محاكم التفتيش.
ثلاثية غرناطة هي ثلاثية روائية تتكون من ثلاث روايات للكاتبة المصرية رضوى عاشور تدور الأحداث في مملكة غرناطة بعد سقوط جميع الممالك الإسلامية في الأندلس، وتبدأ أحداث الثلاثية في عام 1491 وهو العام الذي سقطت فيه غرناطة بإعلان المعاهدة التي تنازل بمقتضاها أبو عبد الله محمد الصغير آخر ملوك غرناطة عن ملكه لملكي قشتالة وأراجون وتنتهي بمخالفة آخر أبطالها الأحياء عليّ لقرار ترحيل المسلمين حينما يكتشف أن الموت في الرحيل عن الأندلس وليس في البقاء.

## فتح ملف الموريسكيين

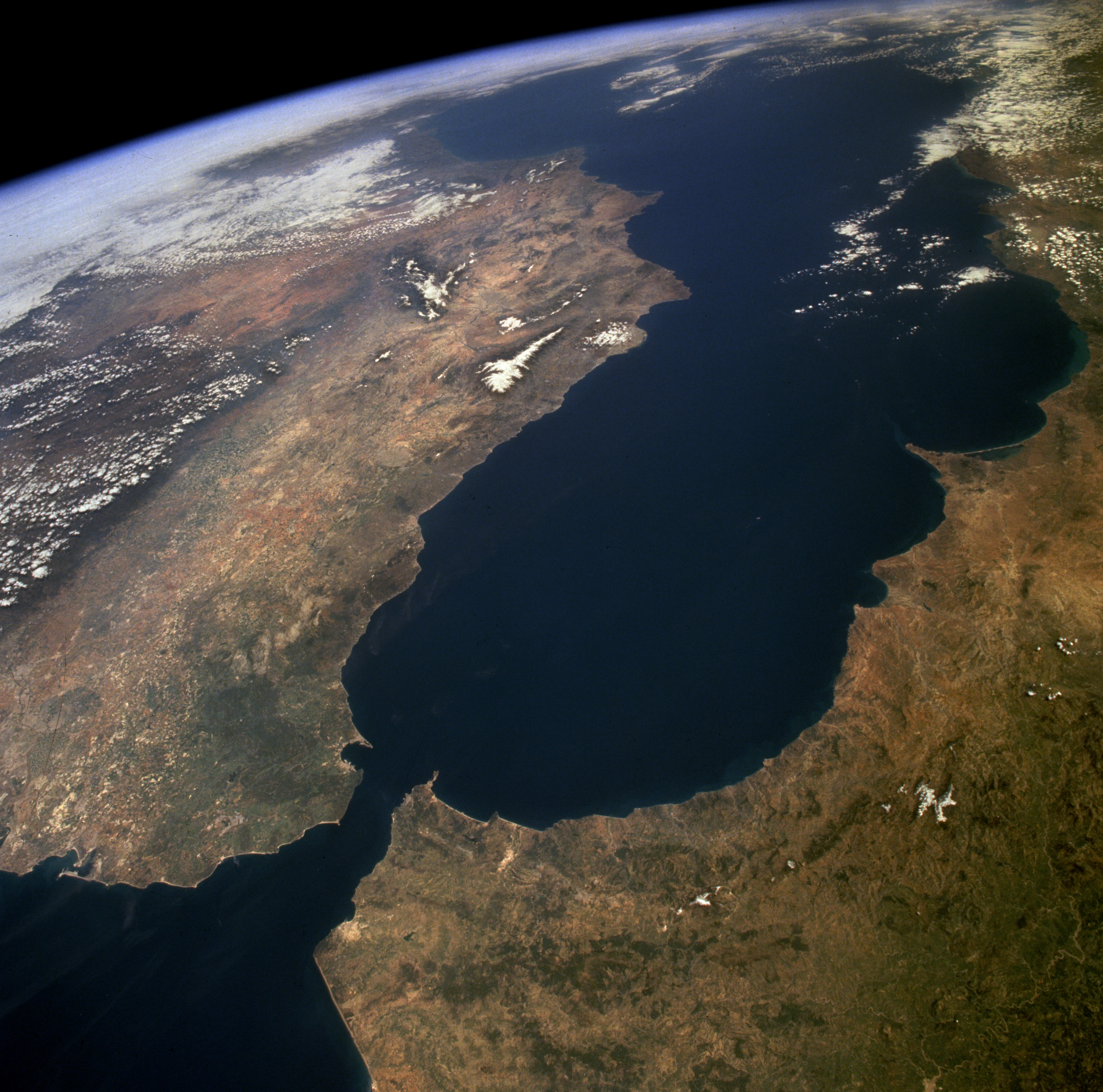
صورة فضائية لمضيق جبل طارق، معظم المطرودين من الأندلس عبروا هذا المضيق للاستقرار في الضفة الجنوبية، بعد أن عاشوا لقرون في الضفة الشمالية.

بعد أربعة قرون على حادث طرد المسلمين الموريسكيين من الأندلس في القرن السابع عشر، تحرك البرلمان الإسباني لكي يعيد فتح أبرز صفحات التاريخ الأسود لإسبانيا التي لا زالت أشباحها تطارد الذاكرة الإسبانية اليوم. فقد وضع الفريق الاشتراكي أمام لجنة الخارجية في البرلمان مشروع قانون ينص على رد الاعتبار لأحفاد الموريسكيين الذين طردوا بشكل جماعي من إسبانيا.
يقدر عددهم في المغرب بحوالي 4 ملايين نسمة من أصل 35 مليونا (إحصاء 2007)، يعيش حاليا معظمهم في شمال المغرب، بل إن بعضهم ما زال يسكن في قرى بمحاذاة السواحل المطلة على مضيق جبل طارق، حيث يمكن مشاهدة السواحل الإسبانية من الضفة المغربية.
ينص مشروع القانون على رد الاعتبار لأحفاد الموريسكيين، الموجودين اليوم في المغرب بشكل خاص وفي بعض البلدان المغاربية بشكل عام، ويوصي بتقوية العلاقات الثقافية والاجتماعية والاقتصادية معهم، لكنه لا يذهب إلى حد مطالبة الدولة بالاعتذار الرسمي، أو تعويض أحفاد المطرودين اليوم مقابل ممتلكات أجدادهم التي سلبت منهم، أو تمكينهم من الحصول على الجنسية الإسبانية. ويرى بعض المسؤولين عن المنظمات الإسلامية في إسبانيا أن المشروع، وإن كان يساويهم باليهود السفارديم الذين طردوا من الأندلس قبل خمسة قرون بعد صدور قانون بهذا الشأن عام 1992، إلا أنه لا يشير إلى ضرورة اعتذار إسبانيا للمسلمين مثلما اعتذرت لليهود الإسبان قبل عام 1992. وفي عام 2012 أعلنت وزارة العدل الإسبانية أن مدريد قررت منح حق الحصول على الجنسية الإسبانية لأحفاد اليهود الذين طردوا من البلاد عام 1492. ويصعب تحديد عدد المستفيدين من القرار، لكن دراسات تشير إلى وجود 250 ألف شخص في العالم يتحدثون لهجة اليهود الإسبان.
جاءت هذه الخطوة في سياق التحركات التي أصبح يقوم بها أحفاد الموريسكيين في المغرب وخارجه، للتذكير بالتزامات إسبانيا الحديثة تجاههم، كما أنه أيضا يأتي في سياق الانفتاح الذي بات يطبع القراءات التاريخية المعاصرة لتجربة إسبانيا التاريخية بعيدا عن الانغلاق القديم. فقد عقد الموريسكيون المغاربة في عام 2002 أول مؤتمر من نوعه حول هذا الموضوع بمدينة شفشاون، طالبوا فيه إسبانيا بالاعتذار لهم، كما دعوا إلى الاهتمام بأوضاع تلك الفئة التي رأوا أنها تشكل جزءا من تاريخ إسبانيا.
كان المشروع خطوة أولى في الطريق الصحيح، كما يرى بعض المهتمين بالملف، مثل الدكتور عبد الواحد أكمير مدير مركز دراسات الأندلس وحوار الحضارات، الذي قال إن المشروع يعتبر نوعا من الاعتراف بأن الإسلام يشكل جزءا من الهوية الإسبانية. فالعديد من المؤرخين الإسبان اليوم أصبحوا ينكبون على تلك المرحلة بالنقد والتحليل في اتجاه محو الصورة السلبية التي علقت بالذهنية الجماعية للإسبان عن الموريسكيين، ويعتبرون أن المسلمين الإسبان الذين طردوا قبل 400 عاما لم يكونوا غرباء عن البلاد، بل كانوا إسبانا اعتنقوا الإسلام، بل إن شريحة واسعة منهم ـ كما بينت الدراسات التاريخية ـ لم تكن تعرف حتى اللغة العربية، وذلك ردا على تلك الأطروحات التي تقول إن الموريسكيين هم عرب ومسلمون جاؤوا مستعمرين لإسبانيا من خارجها وتم إرجاعهم من حيث أتوا بطردهم.

## معلومات
1. ↑  قاموس اللغة الإسبانية يشير إلى كلمة موريسكي على أن مصدرها كلمة مورو باللاتينية والتي تشير إلى سكان شمال إفريقيا.
2. ↑  سقوط الأندلس أو حروب الاسترداد: (بالإسبانية: Reconquista الريكونكيستا) هي سلسلة من الحروب التي أنهت الوجود الإسلامي في شبه الجزيرة الإيبيرية والتي انتهت بسقوط مملكة غرناطة أخر معاقل عرب الأندلس عام 1492.
3. ↑  راجع بنود المعاهدة في كتاب (كتاب انبعاث الإسلام في الأندلس  علي الكتاني) نسخة محفوظة 18 مايو 2017 على موقع واي باك مشين. [وصلة مكسورة]
4. ↑  الكاردينال فرانسيسكو خيمنس دي سيسنيروس: مطران طليطلة، استدعاه فرناندو سنة 1499 م ليعمل على تنصير المسلمين بصرامة أكبر. فوفد على غرناطة في شهر يوليو من السنة نفسها، ودعا مطرانها الدون إيرناندو دي طلبيرة إلى اتخاذ وسائل فعالة لتنصير المسلمين.
5. ↑  درج المؤرخون الإسبانيون على استعمال مصطلح "التمرد" لوصف ثورة ألبوخارا، لكن المؤرخ وباحث علم الاجتماع خوليو كارو باروخا، استعمل لفظة ثورة وأكد أن "الموريسكيين ثاروا في ألبوخارا وفي عدد من المناطق واختاروا القائد بني أمية ملكا عليهم، وأعادوا أغلب مظاهر الحياة الإسلامية من مساجد وتقاليد. لقد كانت محاولة لإعادة مملكة غرناطة".

## وصلات خارجية
- مأساة المورسكيون - الجزيرة.نت.
- الموريسكيون في المغرب من خلال الدراسات الإسبانية، الدكتور نجيب الجباري.
- طرق المهجرين الأندلسيين إلى المغرب
- كتاب انبعاث الإسلام في الأندلس للكتاني.
- صفحات سود من تاريخ أوروبا النصرانية : محاكم التفتيش.
- محاكم التفتيش - د.راغب السرجاني.
- المسألة الموريسكية: شريط الأحداث، بي بي سي العربية، 15 أكتوبر 2009.